# Milena Cantù
Anna Milena Cantù, nota come Milena Cantù (Milano, 6 aprile 1943), è una cantante e compositrice italiana che è stata attiva essenzialmente negli anni sessanta all'epoca della musica beat.
È ricordata per essere stata La Ragazza del Clan durante la sua collaborazione, all'epoca dell'esordio nel mondo della musica leggera, con il gruppo artistico costituito da Adriano Celentano, col quale è stata fidanzata nei primi anni sessanta.

## Biografia

### Il lancio: la Ragazza del Clan

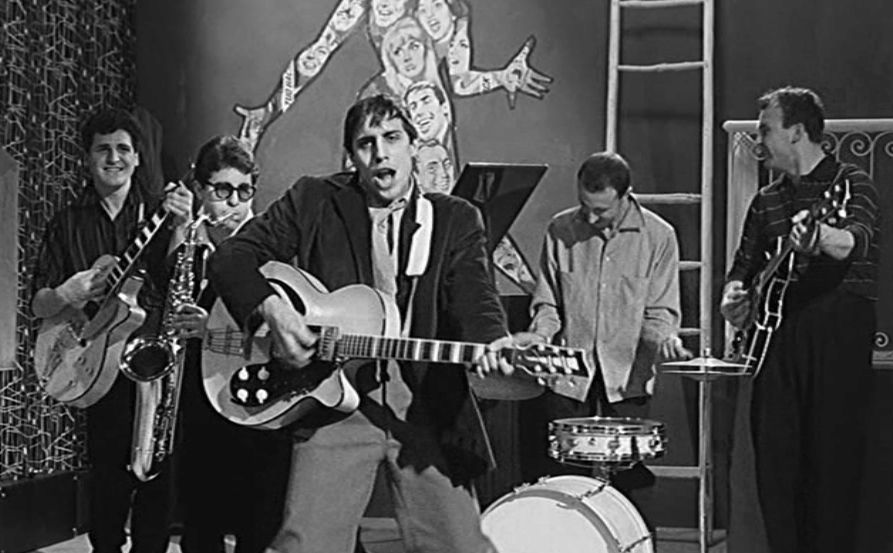
Adriano Celentano e i Ribelli si mobilitarono per il lancio de la Ragazza del Clan

Commessa in una profumeria, si lega sentimentalmente ad Adriano Celentano nel 1958 ed esordisce nel 1964 incidendo con il Clan Celentano Eh!, già (lasciami entrare), cover del brano del 1963 He Is the Boy lanciato da Little Eva; il testo racconta di una donna che viene lasciata dal proprio uomo che non le perdona un presunto tradimento.
Per lanciare la Cantù, artista costruita "a tavolino", il Clan Celentano organizza un particolare battage pubblicitario e la partecipazione a diverse trasmissioni televisive (fra cui Adriano Clan), circondando di mistero la figura della nuova artista che viene ripresa in controluce dietro a un vetro.
Nel brano affidato a i Ribelli Chi sarà la ragazza del Clan? veniva preannunciato il clima di mistero:
però nessuno ci sa dire chi è; / ma prima o poi si saprà la verità: / per scoprirla 007 ci vorrà [...]»
Il 3 ottobre 1965 venne resa nota la sua vera identità, e dopo altri tre 45 giri pubblicati con lo pseudonimo (di cui uno in coppia con Don Backy), incise il primo disco con il suo vero nome, Bang bang/Che importa a me. Sul lato A vi era una delle tante cover del successo di Sonny & Cher (incisa anche nello stesso periodo dall'Equipe 84, da I Corvi e da Dalida, tra gli altri), sul retro presentava una delle prime canzoni scritte dal duo Mogol e Lucio Battisti, Che importa a me, che l'autore non inciderà.

### La rottura con il Clan
La Cantù, che dal 1964 non era più fidanzata con Celentano (il quale, nello stesso anno, quando i due stavano ancora insieme, aveva conosciuto e poi sposato Claudia Mori), dopo un altro 45 giri che presenta al Cantagiro 1967, il brano di Don Backy L'ombra, decide di cambiare casa discografica.
Dopo la rottura con il Clan (dovuto forse a motivi di gelosia professionale con lo stesso Celentano; le cronache ricordano un litigio allo stadio Luigi Ferraris di Genova durante una tappa del Cantagiro 1967 fra il molleggiato e il fratello della cantante, Eugenio), passò nel 1968 a incidere dischi per la Ri-Fi di Giovanni Battista Ansoldi, incominciando una collaborazione professionale con Fausto Leali, che proprio quell'anno divenne suo marito e dal quale avrà le figlie Deborah e Samantha (i due divorzieranno poi nel 1983).
Per la Ri-Fi pubblicò la canzone Conoscevo un re, che nel testo racconta proprio le sue vicissitudini con Celentano (il "re" a cui allude il titolo); il disco però non riscosse successo.

### Autrice di testi
Dopo qualche anno di allontanamento dalle scene, con lo pseudonimo di Mamared ha cominciato poi dal 1972 un'attività di autrice di canzoni per album di altri cantanti: L'uomo e il cane (per Leali al Festival di Sanremo), Amore dolce, amore amaro, amore mio (album del 1975 di Leali), Leapoli (1977, ancora per Leali), L'ultima volta (per Mina), Dan Dan (1983, per Loredana Bertè, album Lorinedita). Sempre per la Berté ha collaborato ai cori del disco TIR del 1977.
Dopo un periodo di assenza dalle scene musicali, nel 1996 ha composto il brano Estasi per Viola Valentino, mentre nel 2003 è stata intervistata in televisione da Pippo Baudo all'interno della trasmissione Novecento.

## Discografia parziale

### Singoli
- 1964 - Eh!, già... (lasciami entrare)/Ogni sera al tram (Clan Celentano, ACC 24014)
- 1965 - Ma tu chi sei/Strana (Clan Celentano, ACC 24031)
- 1966 - Bang bang/Che importa a me (Clan Celentano, ACC 24038)
- 1966 - Due treccioline con l'elastico (disco Clan, come La ragazza del Clan, con Don Backy)
- 1967 - L'ombra/La farfalla (Clan Celentano, ACC 24052, cover di Elusive Butterfly di Bob Lind)
- 1968 - Conoscevo un re/Un minuto e non di più (Ri-Fi, RFN-NP 16276)
- 1999 - Bang bang (Clan Celentano, picture disc)

### Singoli promozionali
- 1964 - Danny Boy/Eh!, già... (lasciami entrare) (promozionale, per juke box, Clan Celentano, ACC 24008; Milena Cantù sul lato B, mentre il lato A è cantato da Natale Massara accreditato come Natale Befanino)

### EP
- 1965 - Strana (Strana/Un mondo di bene/Il treno, Clan,  ACC 24023)

### EP pubblicati all'estero
- 1964 - Eh!, già... (lasciami entrare)/Ogni sera al tram/Mama che caldo/Io che giro il mondo (Vergara, con Milena Cantù, Adriano Celentano, I Ribelli, Don Backy & i Fuggiaschi; pubblicato in Spagna)
- 1964 - Il problema più importante/È inutile davvero/Eh!, già/Ogni sera al tram (Clan DVEP 95 138; i primi due brani sono cantati da Adriano Celentano; pubblicato in Francia)

### Apparizioni
- 1965 - Disco refrain con il brano Che importa a me (RCA Italiana – EM-17)
- 1967 - Omaggio alle orchestre con il brano L'ombra (Clan Celentano – N. 3)
- 1978 - C'era una volta il Clan con il brano Eh già (Record Bazaar – RB 132)
- 1991 - C'era una volta il Clan con il brano Bang bang (CGD – 9031 74438-2)
- 1995 - Alto Volume 3° 1965 - 1972 "Sentimento Shake" con i brani Cieli puliti, Conoscevo un re (Dear Mrs Applebee) e Un minuto e non di più (Giallo Records – FS 1017/2)
- 1996 - Quei ragazzi della Via Gluck con i brani Eh! Già... (Lasciami entrar), Che importa a me, Bang bang e La farfalla (Clan Celentano – CLCD 343772 (2))
- 1996 - L'album di... I successi degli anni '60 Vol. 2 con il brano Bang bang (RCA Italiana – 74321355432 (2))
- 2015 - Ciao bella! Italian Girl Singers Of The 60s con il brano Un minuto e non di più (Ace – CDCHD 1414)